# Beinn na Lap
Beinn na Lap är ett berg i Storbritannien.   Det ligger i kommunen Highland och riksdelen Skottland, i den nordvästra delen av landet, 600 km nordväst om huvudstaden London. Toppen på Beinn na Lap är 935 meter över havet, eller 406 meter över den omgivande terrängen. Bredden vid basen är 4,4 km.
Terrängen runt Beinn na Lap är huvudsakligen kuperad, men söderut är den platt.Runt Beinn na Lap är det mycket glesbefolkat, med 3 invånare per kvadratkilometer. Närmaste större samhälle är Spean Bridge, 19,5 km nordväst om Beinn na Lap. Omgivningarna runt Beinn na Lap är i huvudsak ett öppet busklandskap.